# 中西大學
41°49′39″N 87°59′57″W / 41.8274°N 87.9993°W
中西大學（Midwestern University，縮寫：MWU）是位於美國伊利諾伊州唐納思格羅夫的、專攻健康科學的一所私立研究生院和專業學校，成立於1900年。1995年在亞利桑那州的格蘭岱爾開設分校區。2015年《美國新聞與世界報道》在“中西部大學”排名中將其助理醫師專業排在全國第20位，這是其排名最高的專業。該大學無整體排名。

## 外部連結
- Official website* （页面存档备份，存于）
- Midwestern University Clinics （页面存档备份，存于）